# 乌克兰制宪议会
乌克兰制宪大会（乌克兰语：УкраїнськіУстановчіЗбори）是有计划的全国代表大会，本该是建立乌克兰人民共和国宪法，建立一个新的政治制度。但是由于苏俄的侵略，和起义，其被迫转入与苏俄的战争。